# Hirschroda
Hirschroda is een plaats en voormalige gemeente in de Duitse deelstaat Saksen-Anhalt, en maakt deel uit van de Landkreis Burgenlandkreis.
Hirschroda telt 187 inwoners.